# Burejská přehradní nádrž
Burejská přehradní nádrž (rusky Бурейское водохранилище) je přehradní nádrž na území Amurské oblasti a Chabarovského kraje v Rusku. Přehradní jezero na řece Bureji za hrází Burejské vodní elektrárny má při nadmořské výšce 256 m rozlohu 740 km². Je 234 m dlouhé a maximálně 5 km široké. Maximální objem činí 20,94 km³ a provozní 10,7 km³. Celkem bylo jezerem zatopeno 640 km² převážně lesní půdy. Vzdutí hladiny zasahuje až k Bajkalsko-amurské magistrále.

## Hráz a elektrárna
Betonová gravitační hráz přehrady se nachází u města Talakan. Je 719 m dlouhá a 140 m vysoká. Délky jednotlivých částí jsou:
- přepadová část 180 m
- staniční část 144 m
- levá část bez přelivu 180 m
- pravá část bez přelivu 215 m[1]

V tělese hráze se nachází zařízení Burejské vodní elektrárny. Je zde instalováno 6 turbogenerátorů. Výkon vodní elektrárny je 2 010 MW, přičemž již během výstavby byl v roce 2008 instalován výkon 1 800 MW. Roční výroba elektrické energie dosáhla v roce 2011 5 TWh.
Výstavba vodního díla byla zahájena v roce 1978 a v roce 2015 byla elektrárna při plném stanoveném výkonu uvedena do komerčního provozu. Pod přehradou byla na řece vytvořena vyrovnávací nádrž Dolnoburejské vodní elektrárny.

## Hydrogeografická charakteristika
Povodí řeky Bureja se nachází v oblasti, charakteristické kontinentálním charakterem zimy s nízkými teplotami a nízkou sněhovou pokrývkou a přímořským průběhem letního chodu srážek s vysokými úhrny. V místě vodoteče sídla Kamenka poblíž vodní elektrárny byl za období 1936 až 1985 stanoven průměrný celoroční průtok 890 m3/s, s minimem 10,7 m3/s v březnu a maximem 2 187 m3/s v srpnu. Průtok o letních povodních přesahuje hodnotu 18 000 m3/s.
Celkový roční přítok do nádrže je 28 km3, tedy zhruba trojnásobek užitečného objemu. U Zejské přehradní nádrže je poměr opačný, přesto je akumulační schopnost nádrže pro snižování kulminačních vrcholů letních povodní užitečná a spolu s vodním dílem na řece Zeja je Burejská přehradní nádrž účinným prostředkem pro snižování povodňových škod na dolním Amuru.
Kromě Bureje jsou další přítoky nádrže Urgal, Dublikan, Tujun, Horní Melgin, Tyrma.

## Sesuv hornin v roce 2018
11. prosince 2018 došlo k sesuvu skalního masivu do údolí přehradní nádrže. Skalní masa o objemu přes 2 milióny kubických metrů přehradila údolí v celém profilu užitečného objemu. Rozdělila tak přehradní jezero na dvě části. Ztráta užitečného objemu představovala 28% původní hodnoty. I při nízkém zimním průtoku došlo ke zvedání hladiny horní části, která by po dosažení přelivné kóty ohrozila sídla nad vtokem do nádrže i traťový spodek Bajkalsko-amurské magistrály. V neobydlené oblasti nezpůsobila vzniklá vodní vlna škody na životech ani na majetku. Bylo nutné do období jarního tání sněhu prokopat v kamenném závalu vodní cestu spojující obě jezera.

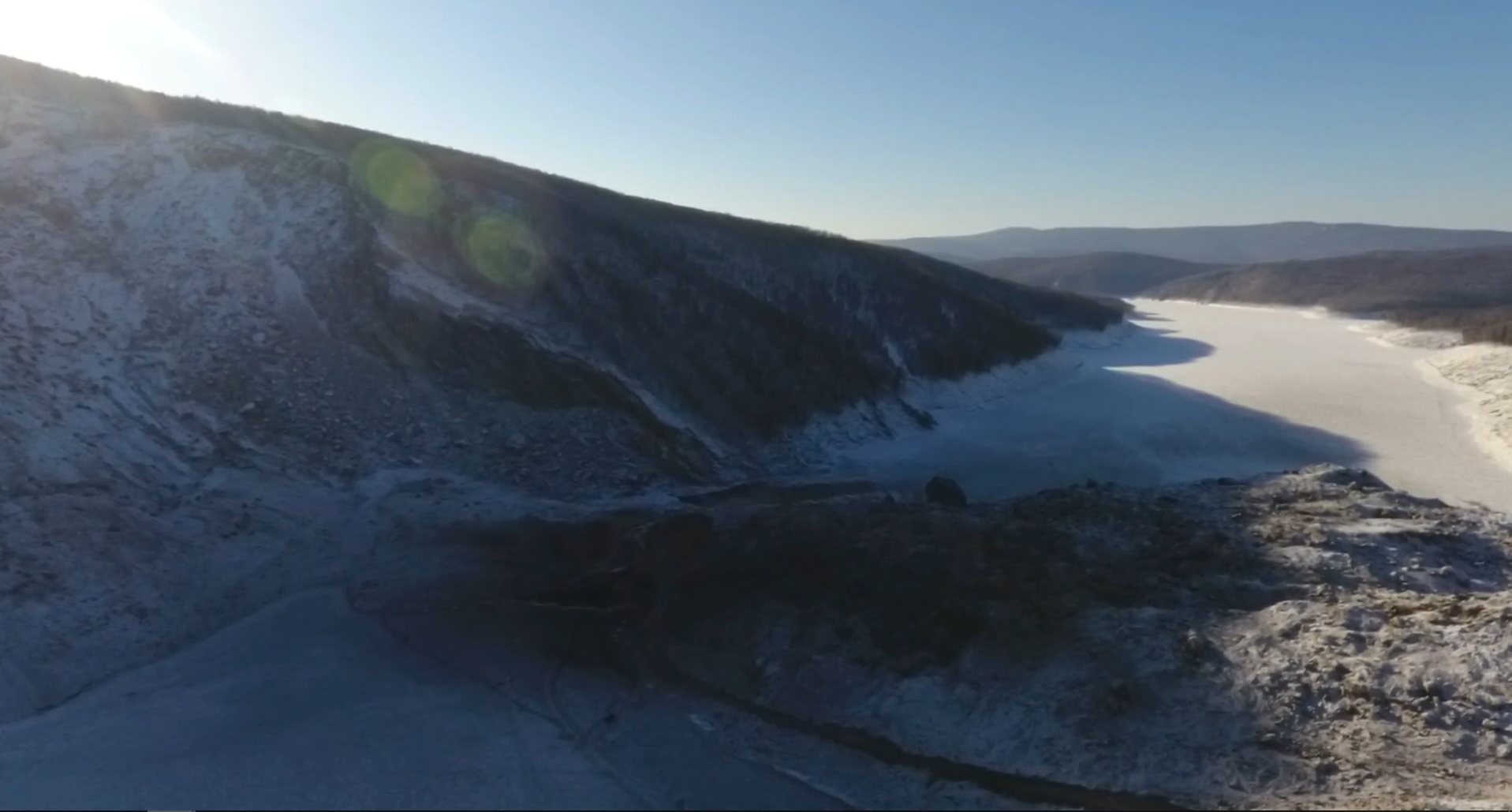
Celkový pohled na sesuv po proudu
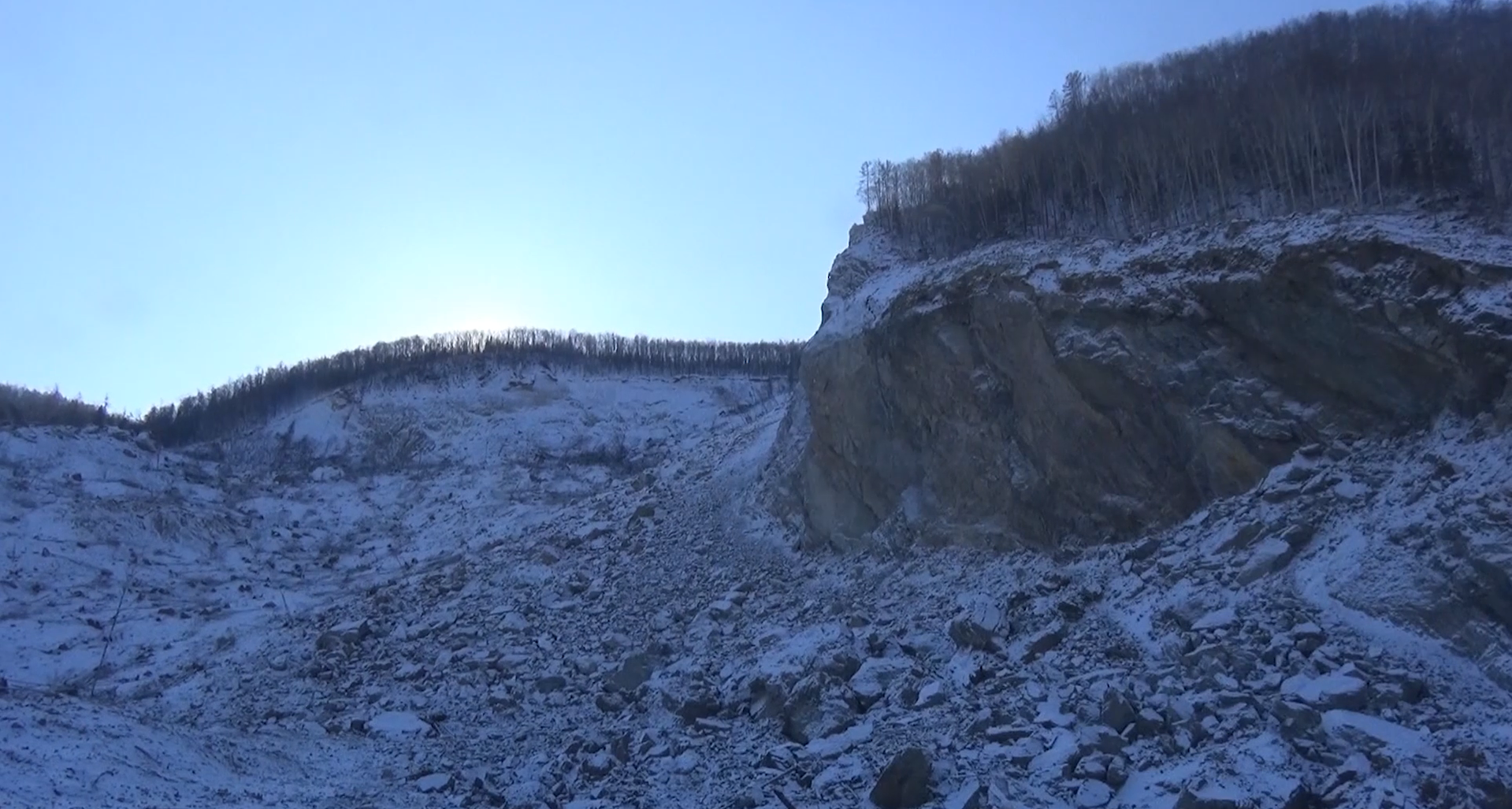
Utržený levý břeh
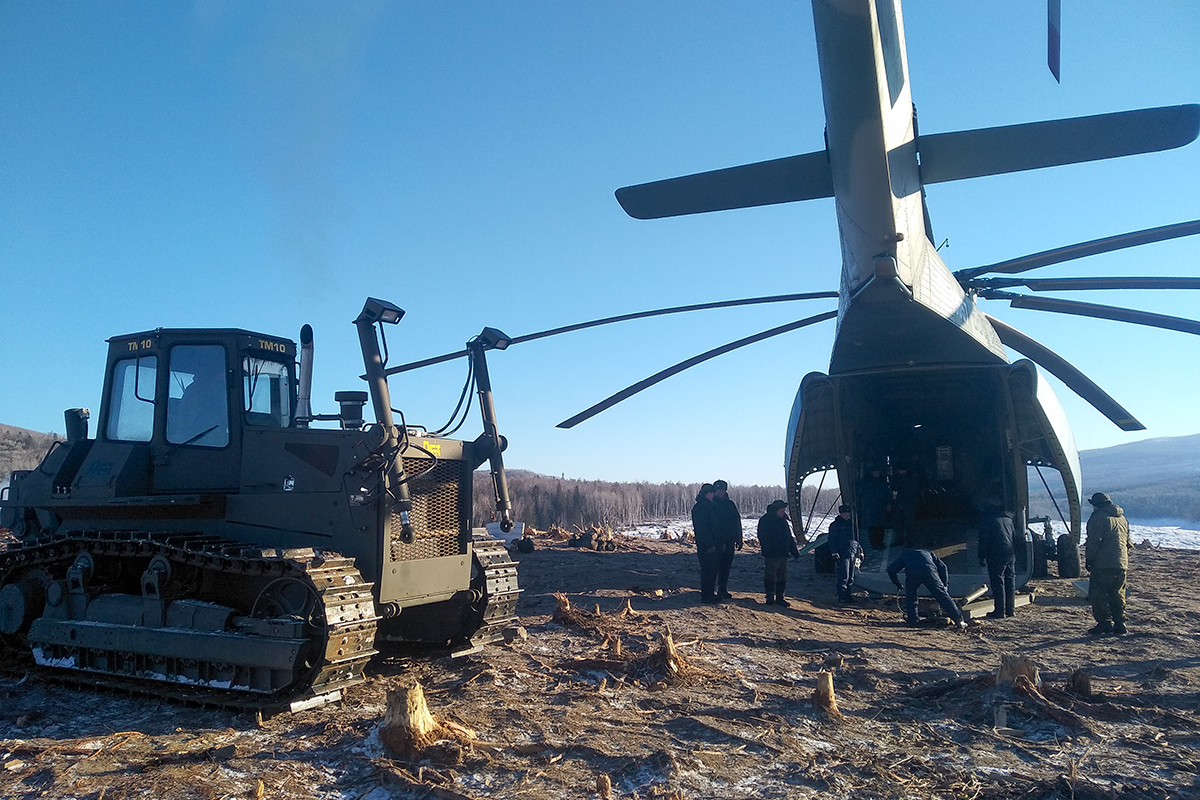
Buldozer z nitra Mi - 26
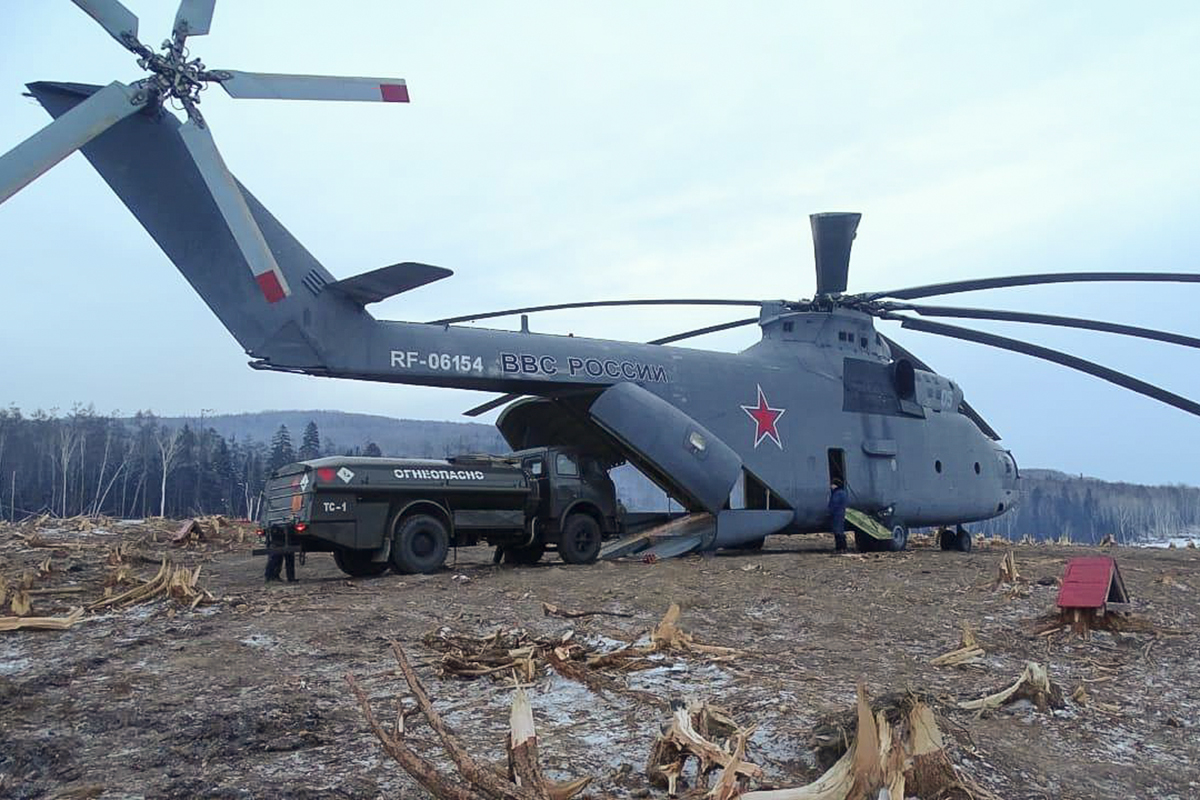
Na snímku pařezy stromů přeražených sesuvem
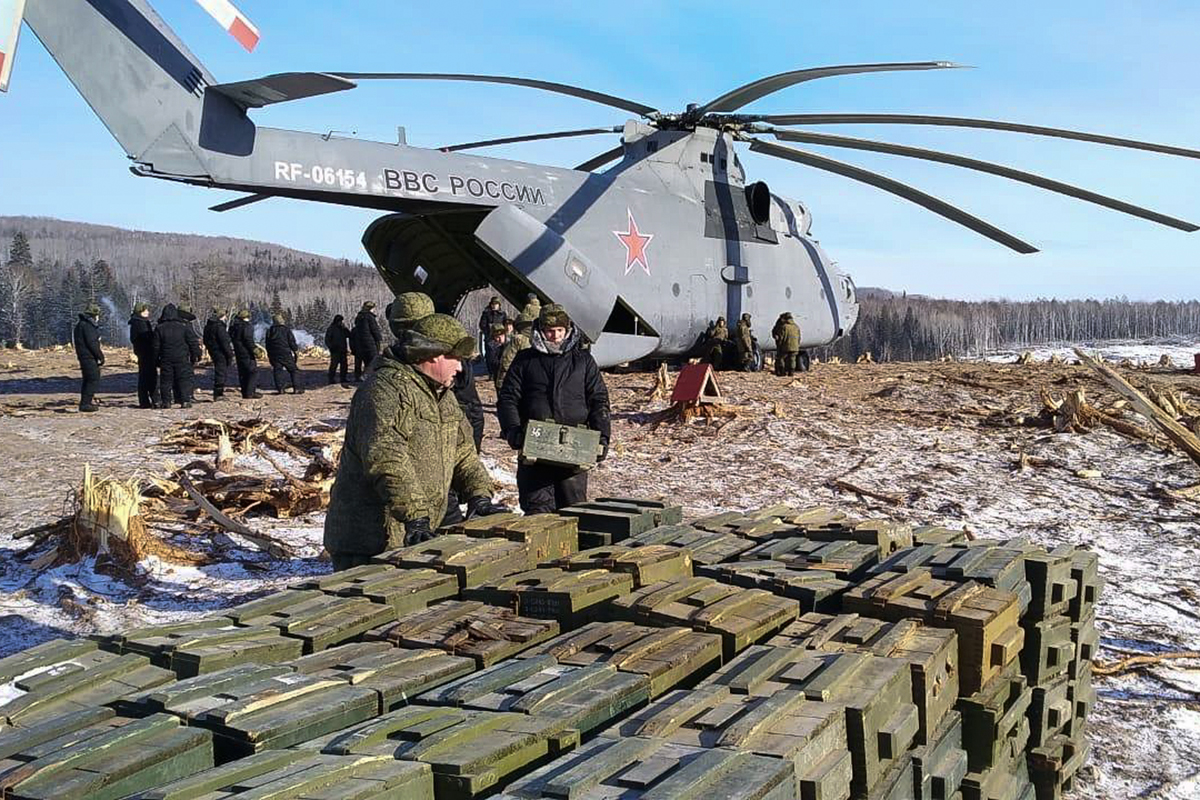
Vykládání munice

Dne 11. ledna 2019 bylo řešením situace pověřeno Ministerstvo národní obrany. Na místo závalu dopravily armádní vrtulníky sto příslušníků ženijní složky Východního vojenského okruhu. Byl vybudován polní tábor se základními týlovými složkami. Letecky byl dopraven i čelní nakladač, rypadlo a vrtná souprava. Práce byly prováděny za nárazového větru při teplotě kolem −30 °C. Od místa závalu bylo vybudováno 80 km silnice, navazující na dopravní soustavu kraje. Nejprve byla odstřelena o prohloubena cesta na úrovní horní hladiny, později byla vyhloubena část budoucího koryta k dolní hladině a stěna pod horní hladinou připravena k poslednímu odstřelu.

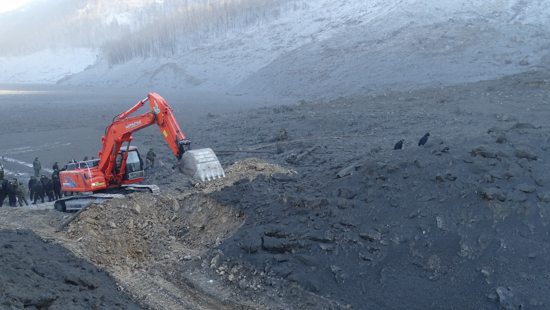
Hloubení první vrstvy od úrovně horní hladiny
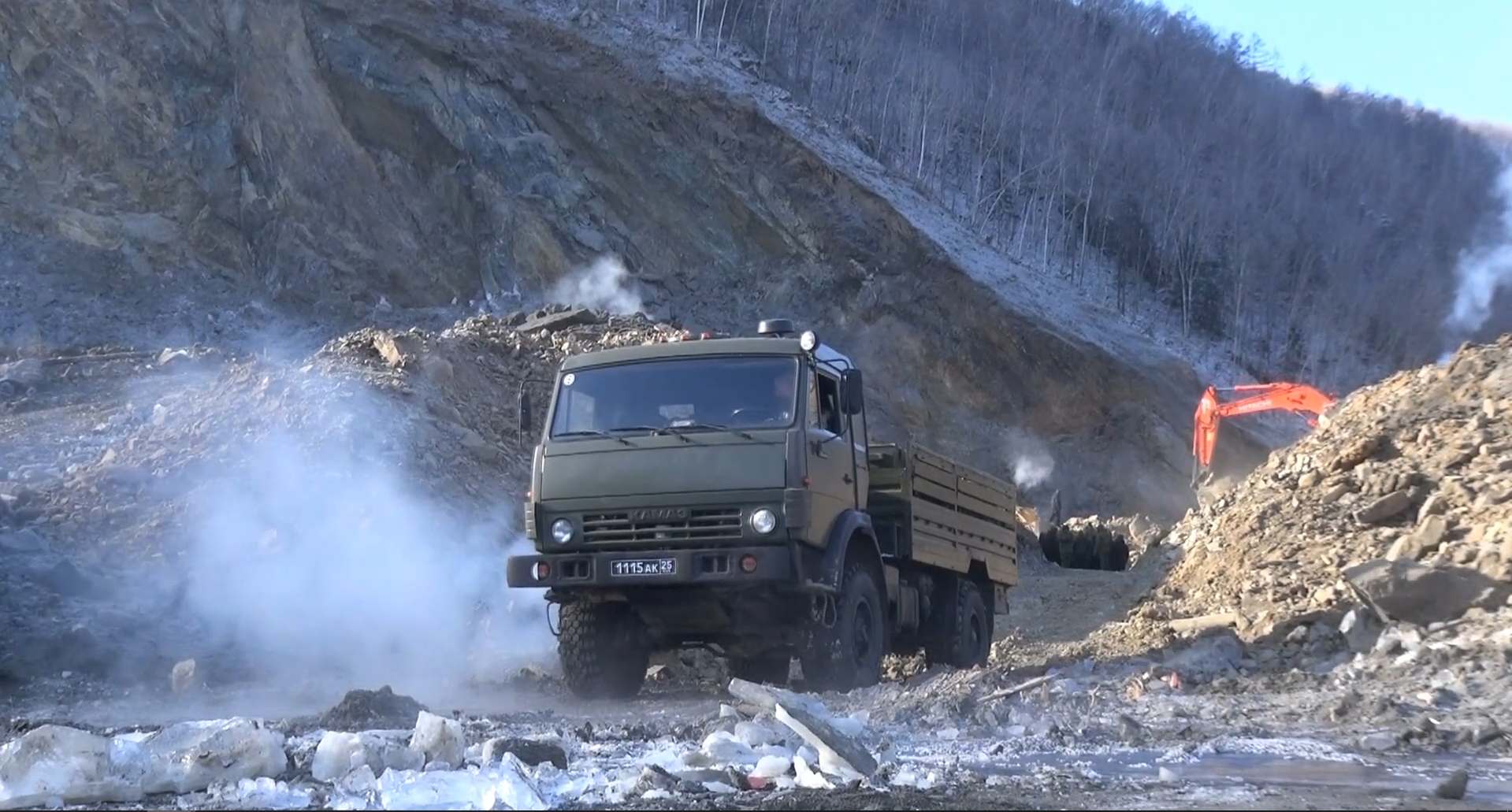
Setkání s horní hladinou
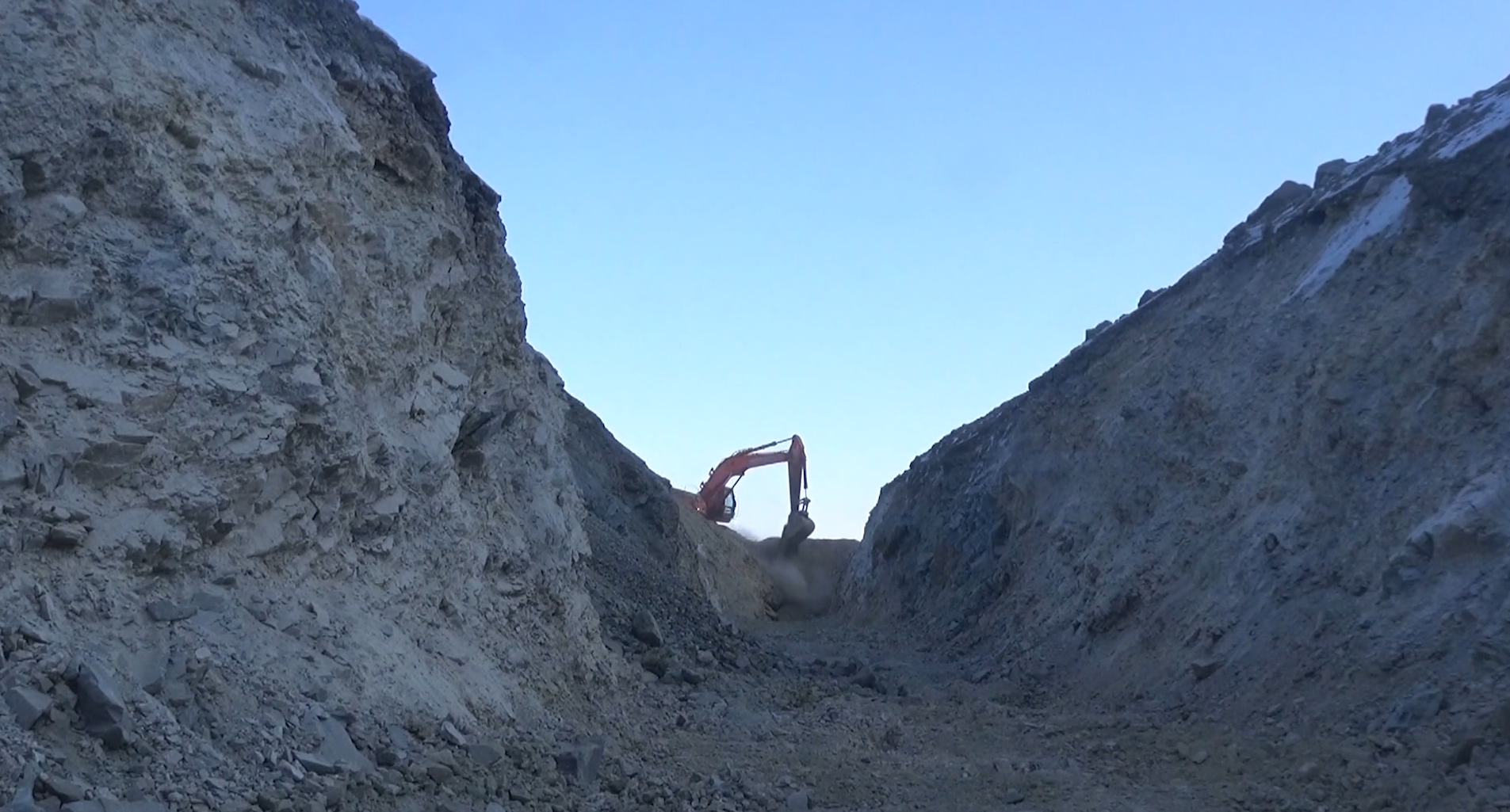
Dosažena stěna pro přípravu k finálnímu odstřelu
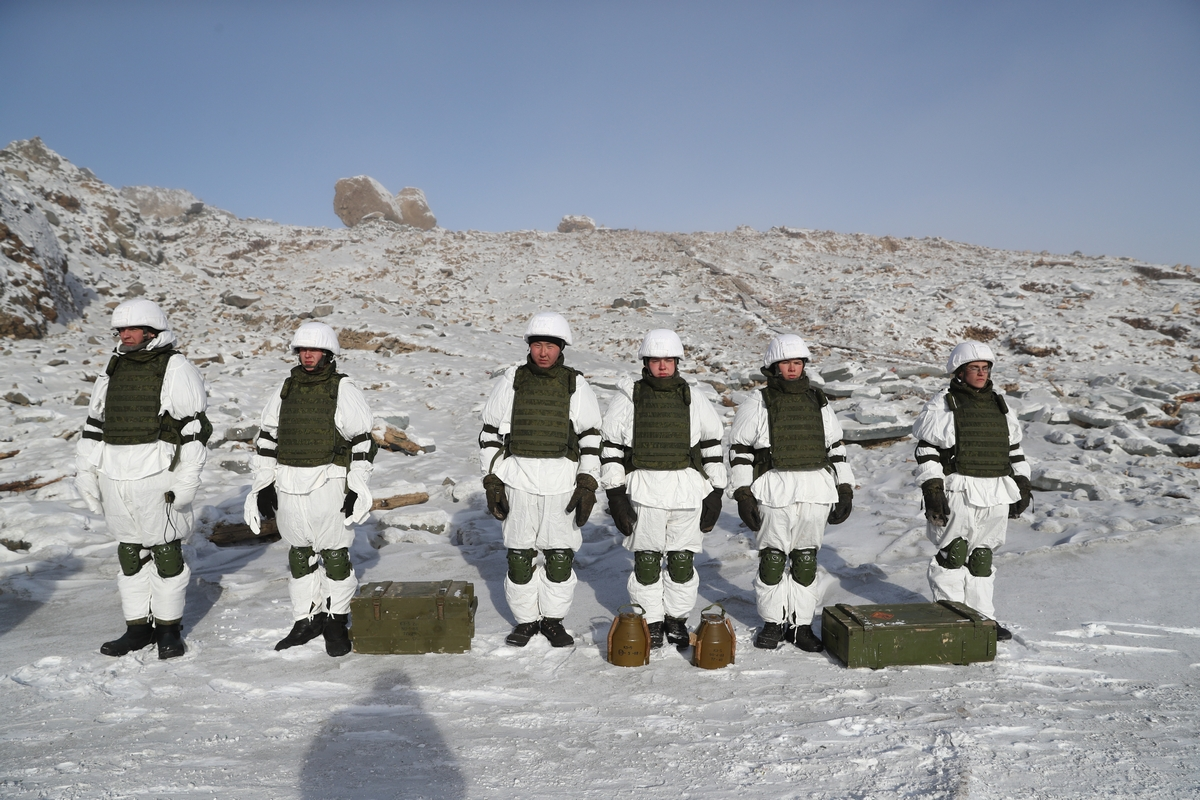
Ženijní četa před poslední stěnou
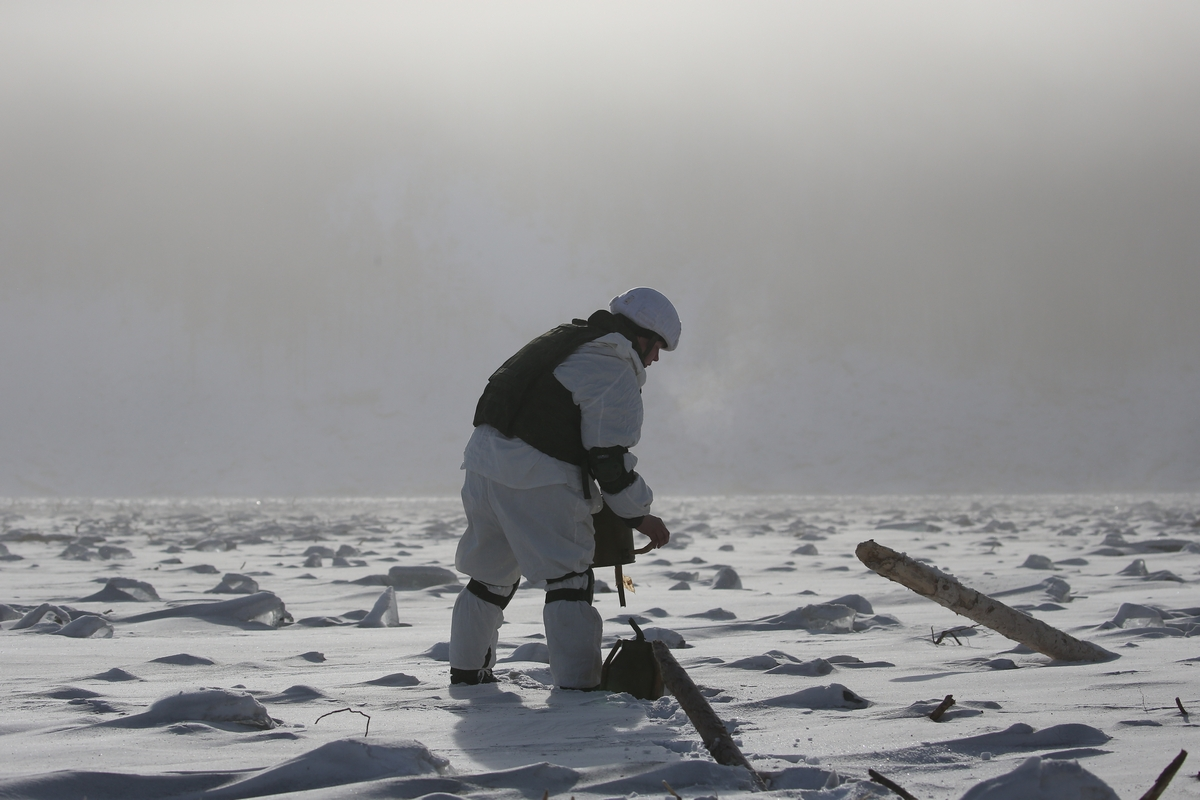
Příprava směrového náboje

Při trhacích pracích bylo použito přes 200 tun trhavin, část z toho připadla na 460 směrových nábojů. K odpálení bylo použito celkem 12 km dvouvláknových linek. Odebráno bylo více než 90 000 m3 horniny. Hornina byla rozrušena během sedmi explozí. K poslední, při které bylo použito 56 tun trhaviny, došlo 1. února 2019. Korytem o hloubce 17 m, délce přes 200 m a šířce 35 m začala proudit voda rychlostí přes 17 m/s o odhadovaném průtoku 600 m3/s. K vyrovnání hladin došlo během čtyř dnů.

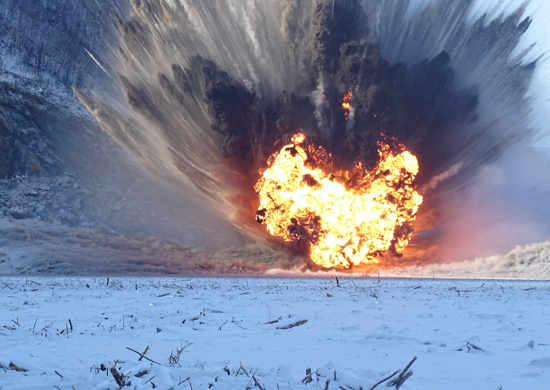
Pohled na tepelné zabarvení exploze
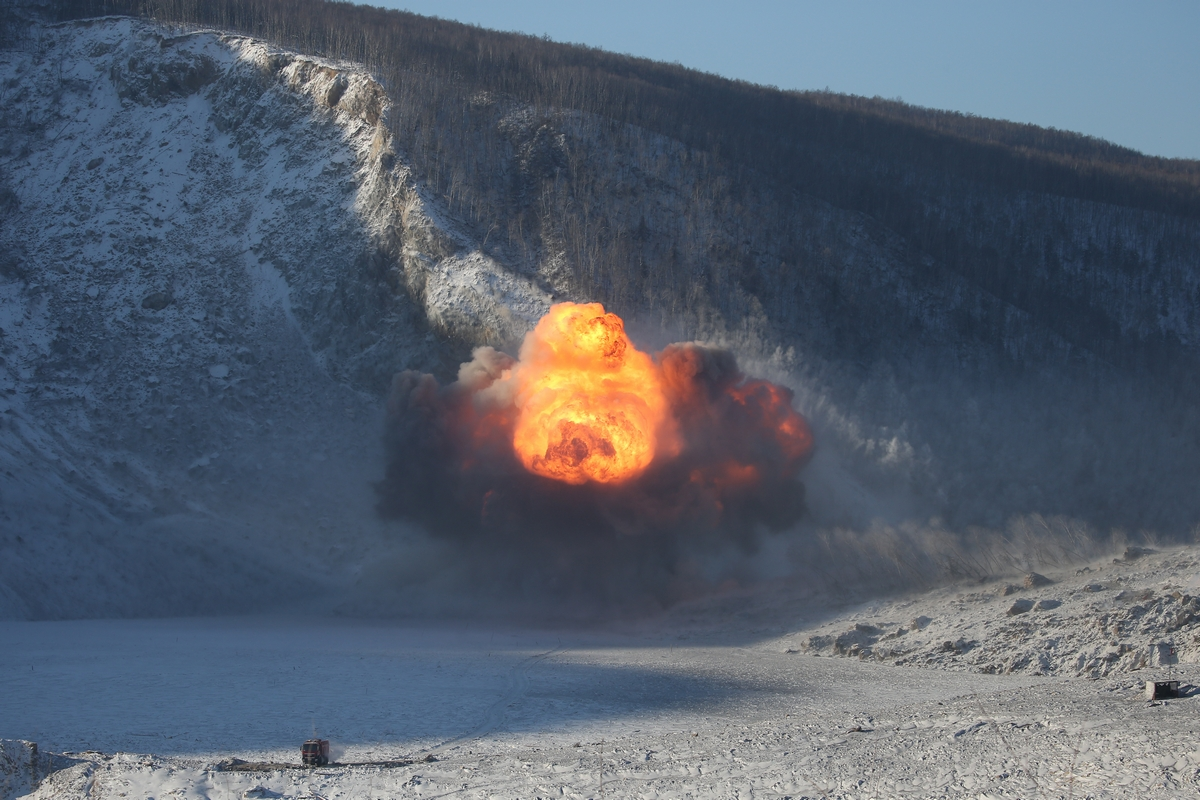
Okamžik tvorby prachoplynového hřibu
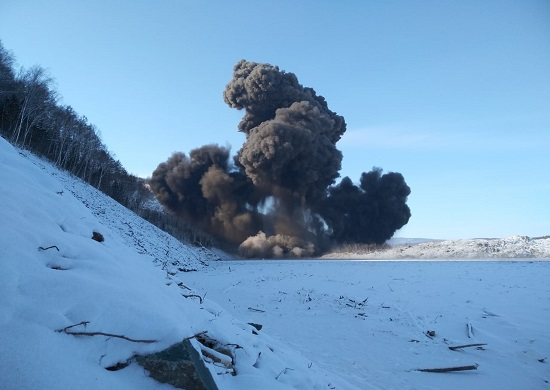
Chvíle pro začátek pohybu vody
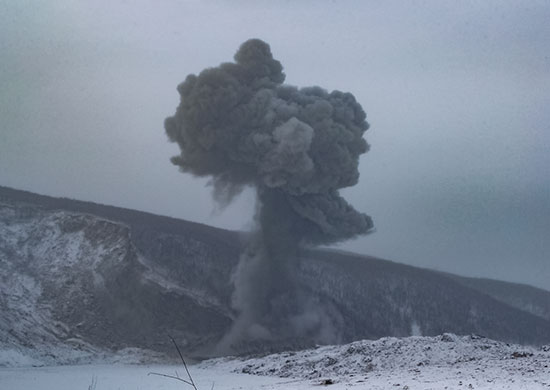
Mrak v plné výši
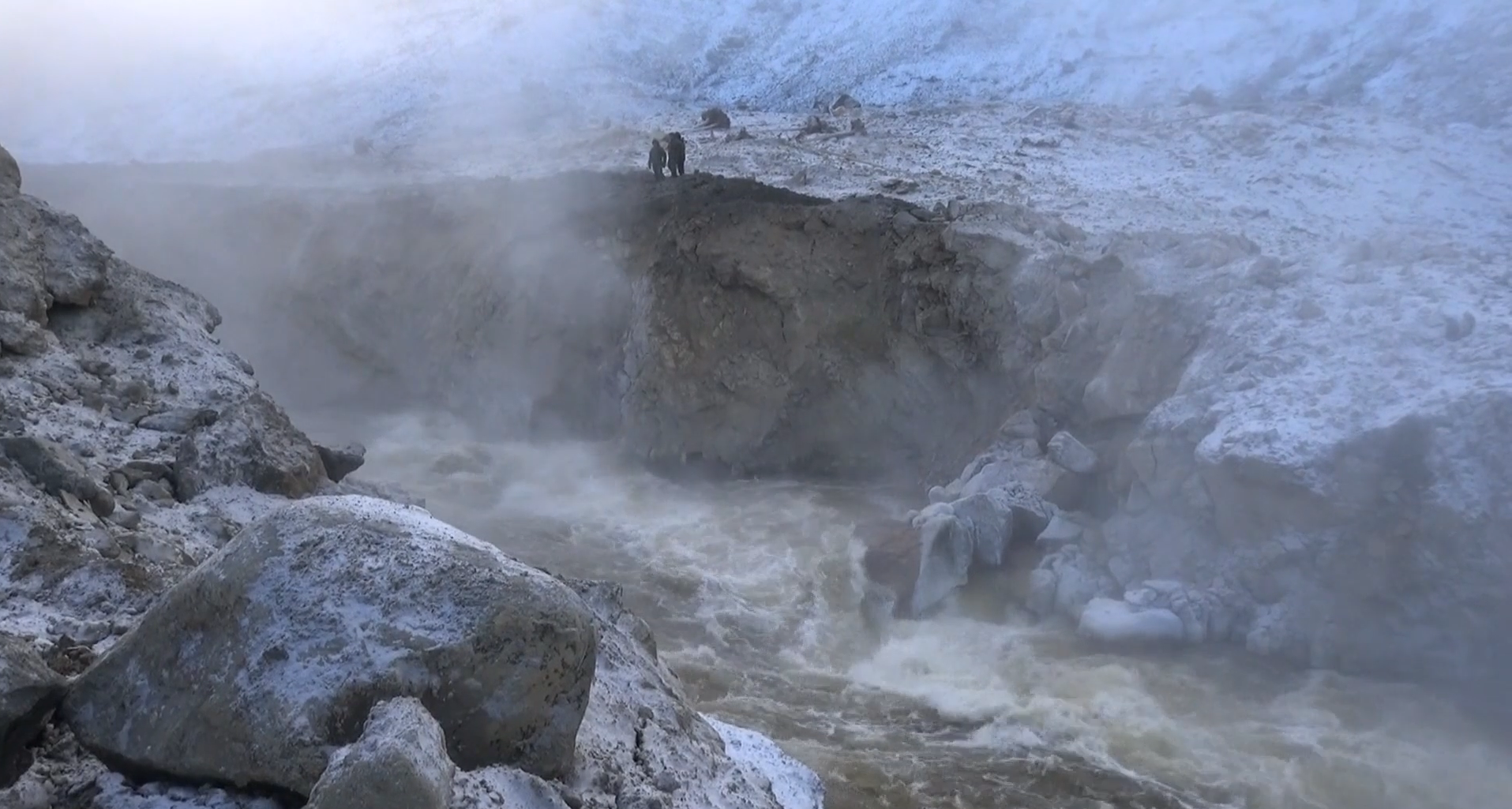
Po odstřelu odhadem 600 m3/s
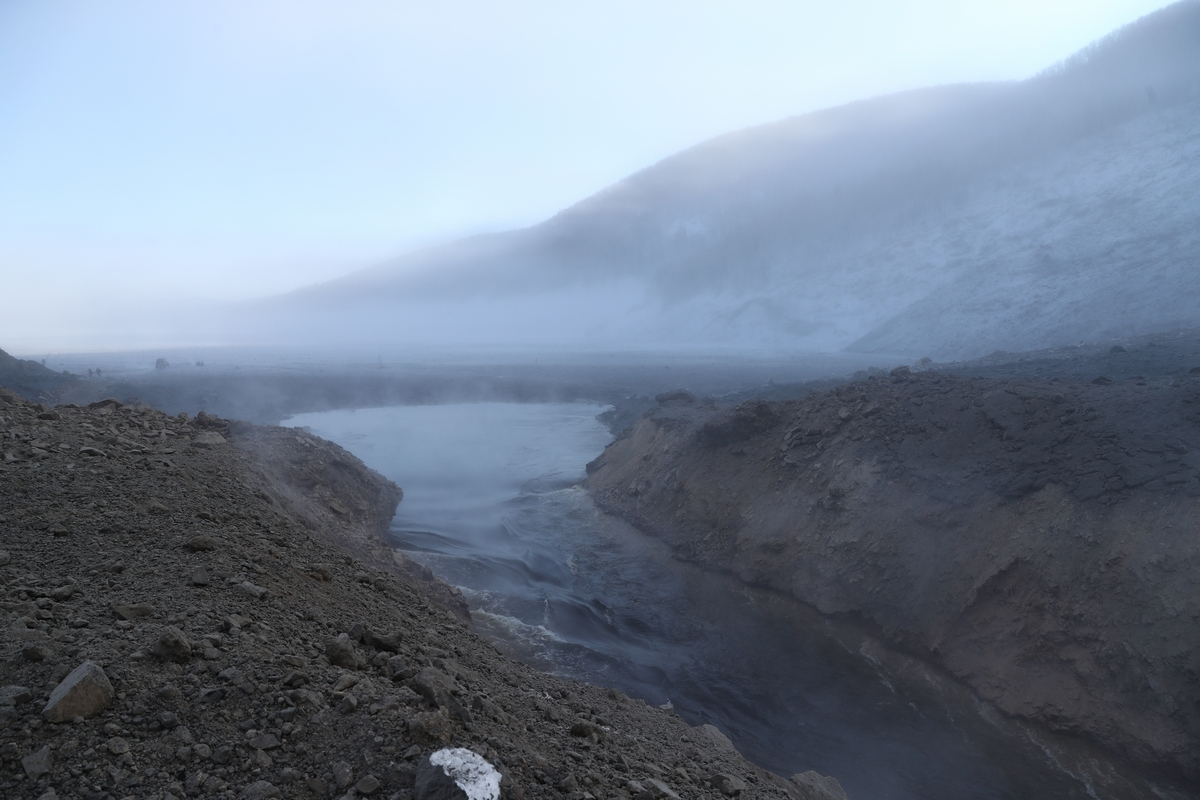
Výtok z horní hladiny
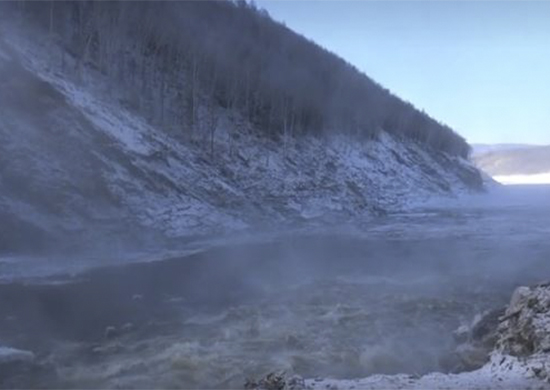
Přítok do spodního jezera

Po vyrovnání hladin bylo až do příchodu jarní povodně koryto rozšířeno na průchodnost běžných letních maxim. Výroba elektrické energie v Burejské elektrárně nebyla omezena a nebyl výrazně ovlivněn ani její provozní režim. Samotný úbytek užitečného objemu přehradní nádrže záměnou za skalní hmotu je zanedbatelný. Riziko dalších sesuvů však nelze vyloučit a oblast je předmětem výzkumu vlivu působení vodní masy na strukturu permafrostu.